# 肥猪手
肥猪手（ひ の いて）は、現存する日本最古の戸籍である「筑前国嶋郡川邊里戸籍」に記された飛鳥時代の人物。官位は嶋郡大領・追正八位上・勲十等。姓は君。

## 概要
猪手は、海外交通の要衝である糸島半島の韓亭・引津亭を支配する一族の首長であり、海上商業や製塩にも従事していたと考えられている。
肥君の本拠は、肥後国八代郡の氷川流域であったが、筑前国の嶋郡には6世紀頃に進出してきたと推定されている。猪手の一族が記された「筑前国嶋郡川邊里戸籍」は郡司の家族構成の例として著名であり、その構成は庶母、従父兄弟2世帯、弟妹4世帯、本人、妻妾4人、男8人、男の婦3人、女4人、孫10人、血縁関係のない寄口3世帯、奴婢37人の、合計124人からなる家父長的世帯共同体であり、口分田班給額は13町6段120歩に及んだ。

## 系譜
- 父：不明
- 母：不明
- 庶母：宅蘇吉士須弥豆売（637年生まれ）
- 宅蘇吉志哿多奈売（650年生まれ）
  - 男子：肥君興呂志 - 嫡子（673年生まれ）
  - 男子：肥君太哉（679年生まれ）
  - 女子：肥君意止売（683年生まれ）
- 宅蘇吉志橘売（655年生まれ）
  - 男子：肥君泥麻呂（675年生まれ）
  - 男子：肥君乎麻呂（684年生まれ）
  - 男子：肥君久漏麻呂（686年生まれ）
  - 男子：肥君夜恵麻呂（687年生まれ）
  - 男子：肥君小建（688年生まれ）
  - 女子：肥君志許夫売（680年生まれ）
  - 女子：肥君乎志許夫売（685年生まれ）
- 宅蘇吉志黒売（660年生まれ）
  - 男子：肥君大建（688年生まれ）
- 先妻
  - 女子：肥君名代売（679年生まれ）

### 宅蘇吉士について
猪手の妻・妾や庶母は「宅蘇吉士」という姓を持っている。これについて、奥野正男は『古事記』応神記に見える「手人韓鍛名卓素（たくそ）」、あるいはその一族が現在の高祖神社近辺に居住し、その子孫あるいはその周辺に居住した人々が宅蘇吉士となったと主張したが確証はない。